# 库马拉帕拉耶姆
库马拉帕拉耶姆（Kumarapalayam），是印度泰米尔纳德邦Namakkal县的一个城镇。总人口65640（2001年）。

## 人口
该地2001年总人口65640人，其中男性33322人，女性32318人；0—6岁人口6291人，其中男3210人，女3081人；识字率70.01%，其中男性为77.79%，女性为61.99%。